# Флаг городского поселения Столбовая
Флаг муниципального образования городское поселение Столбовая Чеховского муниципального района Московской области Российской Федерации — опознавательно-правовой знак, служащий официальным символом муниципального образования.
Ныне действующий флаг утверждён 27 марта 2008 года и 11 апреля 2008 года внесён в Государственный геральдический регистр Российской Федерации с присвоением регистрационного номера 3979.
Флаг муниципального образования город Столбовая составлен на основании герба городского поселения Столбовая по правилам и соответствующим традициям вексиллологии и отражает исторические, культурные, социально-экономические, национальные и иные местные традиции.

## Описание
«Прямоугольное полотнище с отношением ширины к длине 2:3, состоящее из равных горизонтальных полос — синей и зелёной, несущее посередине белое (с серыми тенями) изображение ионической колонны и на фоне зелёной полосы, по сторонам от колонны, жёлтое изображение двух колёс».

## Обоснование символики
Основание посёлка Столбовая связано со строительством в 1865 году Курской железной дороги.
В 1904 году рядом со станцией Молоди возник дачный посёлок, который вместе со станцией был назван Столбовая по названию близлежащей одноимённой деревни. Сейчас городское поселение является промышленно развитым регионом — здесь работает пять серьёзных предприятий, выпускающих в том числе и разнообразную строительную продукцию: мостовые и опорные конструкции, переходы, фасадные конструкции.
Символика фигур флага многозначна:
 — колонна (столб) аллегорически отражает название городского поселения — Столбовая;
 — колонна как символ опоры, основы и надёжности символизирует предприятия муниципального образования, ставшие основой экономики Столбовой, а также их продукцию, связанную с различными строительно-опорными конструкциями;
 — два колеса, изображённые на флаге, символизируют две железные дороги — Курскую и Московскую кольцевую, играющие важную роль в становлении и развитии городского поселения;
 — колесо — традиционный символ движения вперёд, целеустремлённости, показывает Столбовую как динамичное, постоянно развивающееся муниципальное образование.
Сочетание синего и зелёного цветов на флаге Столбовой, с одной стороны, показывает красивую природу, являющуюся украшением городского поселения, и развитое сельское хозяйство, а с другой, — созвучно цветовой гамме флага Чеховского муниципального района и тем самым подчёркивает территориальное единство двух муниципальных образований.
Зелёный цвет — символ природы, здоровья, жизненного роста.
Синий цвет — символ бескрайнего неба, духовности, возвышенных устремлений, чести и благородства.
Белый цвет (серебро) — символ чистоты, совершенства, мира и взаимопонимания.
Жёлтый цвет (золото) — символ урожая, богатства, стабильности, уважения и интеллекта.

## История
Первый флаг городского поселения Столбовая был утверждён 30 марта 2007 года решением Совета депутатов городского поселения Столбовая № 64/23 «Об установлении флага городского поселения Столбовая в качестве официального символа городского поселения Столбовая». Данных об отмене данного решения не найдено.
Флаг разработан Василием Калиненко (идея, обоснование символики) и Галиной Александровной Туник (обоснование символики, компьютерный дизайн).

### Описание
«Прямоугольное двухстороннее полотнище с отношением ширины к длине 2:3, разделённое по горизонтали на синюю и зелёную полосы, воспроизводящее в центре фигуры из гербовой композиции: жёлтое стенозубчатое полукольцо в 1/2 ширины, под ним белую летящую влево с воздетыми и распростёртыми крыльями чайку в 1/4 ширины и фигуру в виде белых рельс, положенных на жёлтые шпалы в 2/3 ширины полотнища».

### Обоснование символики
В основе флага городского поселения Столбовая лежит история образования посёлка Столбовая, связанная со строительством в 1863 году железной дороги Москва—Серпухов и железнодорожной станции Столбовая, что показано на флаге фигурой в виде жёлтых шпал, на которых лежат белые рельсы. Её изображение в форме полукруга показывает расположение городского поселения Столбовая на Московской окружной железной дороге.
Фигура чайки показывает связь городского поселения Столбовая с Чеховским муниципальным районом, на флаге которого также изображена чайка.
Белый цвет (серебро) — символ чистоты, совершенства, мудрости, благородства, мира.
Жёлтое стенозубчатое полукольцо в виде шестерёнки символизирует наличие в посёлке пяти промышленных предприятий.
Зелёная полоса символизирует наличие в черте городского поселения Столбовая сельскохозяйственного производства, а также показывает богатство природы — леса, лесопарки.
Зелёный цвет — символ природы, роста, обновления, здоровья.
Жёлтый цвет (золото) — символ богатства, справедливости, уважения, великодушия.
Синее поле подчёркивает природную символику флага и аллегорически передаёт красоту природы, окружающей посёлок Столбовую.
Синий цвет (лазурь) — символ чистого неба и водных просторов, экологии, возвышенных устремлений, искренности, преданности, возрождения.